# Stanley Cwiklinski
Stanley Francis "Stan" Cwiklinski, född 25 juli 1943 i New Orleans, är en amerikansk före detta roddare.
Cwiklinski blev olympisk guldmedaljör i åtta med styrman vid sommarspelen 1964 i Tokyo.